# كيت ماسون رولاند
كيت ماسون رولاند (بالإنجليزية: Kate Mason Rowland)‏ هي كاتِبة وممرضة ومؤرخة أمريكية، ولدت في 22 يونيو 1840 في ديترويت في الولايات المتحدة، وتوفيت في 28 يونيو 1916 في ريتشموند في الولايات المتحدة.